# پنجه (فیلم)
پنجه فیلمی به کارگردانی  و نویسندگی امین امینی محصول سال ۱۳۴۱ است.

## بازیگران
- امین امینی
- آذر حکمت شعار
- جمشید مهرداد
- رضا شفیع
- محمدعلی جعفری
- تاج‌الملوک احمدی
- نصرت اله کنی
- رضا عارفان
- خزانه دار
- پورمتین
- نیکخواه
- بشیری
- کریم پور
- عباس